# Topaz Ranch Estates
Topaz Ranch Estates é uma comunidade e região censitária no condado de Douglas, De acordo com os dados do censo levado a cabo em 2010 tinha uma população de 1501 habitantes.

## Geografia
Topaz Ranch Estates fica no sul do condado de Douglas ao longo da Nevada State Route 208. Fica a treze quilómetros a leste de Wellington e a cinco quilómetros a oeste de  U.S. Route 395 em Holbrook Junction.
Segundo o  United States Census Bureau,  a região censitária de Topaz Ranch Estates tem uma superfície de 37,3 km2, todos de terra.